# 2020년 유럽연합 이사회 크로아티아 의장국
크로아티아는 2020년 상반기 동안 유럽 연합의 EU 이사회 대통령국을 맡았다. 이 대통령국은 루마니아 대통령국에서 시작되어 핀란드 대통령국을 거쳐 세 개의 대통령국 중 마지막으로 진행되었다. 이번 대통령국은 크로아티아가 처음으로 이를 맡은 것이었는데, 이 나라는 2013년에 유럽 연합에 가입했다.
대통령국 기간 동안에는 영국이 유럽 연합을 떠나는 브렉시트가 이뤄졌고, 유럽 연합은 3월에 세계적인 대유행으로 선포된 코로나바이러스 감염병에 대응했다.

## 개요
대통령국 시작 당시 크로아티아의 주요 우선 과제는 브렉시트에서 발생하는 문제들에 대응하는 것과 유럽 연합 가입에 관심을 가진 발칸 국가들과의 협상이었다.
코로나바이러스 대유행으로 인해 대통령국은 위기 상황에 몰렸고, 초기에는 조금 불일치한 노력이 있었지만 유럽 연합은 수백만 명의 유럽 연합 시민을 해외에서 귀국시키는 등 여러 공통 목표에 대해 협력했으며, 수천억 유로 규모의 코로나바이러스 구호 패키지를 제안했다.